# Ле-Борд-сюр-Лез
Ле-Борд-сюр-Лез (фр. Les Bordes-sur-Lez) — коммуна во Франции, находится в регионе Окситания. Департамент коммуны — Арьеж. Входит в состав кантона Кастийон-ан-Кузеран. Округ коммуны — Сен-Жирон.
Код INSEE коммуны — 09062.

## Население
Население коммуны на 2008 год составляло 165 человек.
| 1962 | 1968 | 1975 | 1982 | 1990 | 1999 | 2008 |
| ---- | ---- | ---- | ---- | ---- | ---- | ---- |
| 207  | 257  | 213  | 174  | 158  | 164  | 165  |

## Экономика
В 2007 году среди 77 человек в трудоспособном возрасте (15—64 лет) 47 были экономически активными, 30 — неактивными (показатель активности — 61,0 %, в 1999 году было 62,8 %). Из 47 активных работали 37 человек (18 мужчин и 19 женщин), безработных было 10 (6 мужчин и 4 женщины). Среди 30 неактивных 2 человека были учениками или студентами, 16 — пенсионерами, 12 были неактивными по другим причинам.

## Достопримечательности
- Церковь, имеющая статус исторического памятника
- Часовня Ourjout (XII век, наименьшая часовня в Арьеже)
- Часовня Нотр-Дам-д’Олиньяк (XIII век)
- Дольмен Ayer
- Дольмен Auerde